# Erzbistum Ribeirão Preto
Das  Erzbistum Ribeirão Preto (lateinisch Archidioecesis Rivi Nigri, portugiesisch Arquidiocese de Ribeirão Preto) ist eine in Brasilien gelegene römisch-katholische Erzdiözese mit Sitz in Ribeirão Preto im Bundesstaat São Paulo.

## Geschichte
Das Erzbistum Ribeirão Preto wurde am 7. Juni 1908 durch Papst Pius X. als Bistum Ribeirão Preto (lat. „Rivi Nigri“) aus Gebietsabtretungen aus dem Erzbistum São Paulo heraus gegründet. Durch Papst Pius XII. erfolgte am 19. April 1958 die Erhebung zum Erzbistum.
Zugeordnete Suffragandiözesen sind die Bistümer Franca, Jaboticabal und  São João da Boa Vista.

## Ordinarien

### Bischöfe
- Alberto José Gonçalves (1908–1945)
- Manuel da Silveira d’Elboux (1946–1950), dann Erzbischof von Curitiba, Parana
- Luis do Amaral Mousinho (1952–1958)

### Erzbischöfe
- Luis do Amaral Mousinho (1958–1962)
- Agnelo Rossi (1962–1964), dann Erzbischof von São Paulo, Sao Paulo
- Félix César da Cunha Vasconcellos OFM (1965–1972)
- Bernardo José Bueno Miele (1972–1981)
- Romeu Alberti (1982–1988)
- Arnaldo Ribeiro (1988–2006)
- Joviano de Lima Júnior SSS (2006–2012)
- Moacir Silva (seit 2013)